# Salmo platycephalus
Salmo platycephalus là một loài cá trong họ Salmonidae. Nó là loài đặc hữu của tây nam Thổ Nhĩ Kỳ.